# Oakfield (villa)
Oakfield es una villa ubicada en el condado de Genesee en el estado estadounidense de Nueva York. En el año 2000 tenía una población de 1,805 habitantes y una densidad poblacional de 1,050.7 personas por km².

## Geografía
Oakfield se encuentra ubicada en las coordenadas 43°4′0″N 78°16′13″O / 43.06667, -78.27028.

## Demografía
Según la Oficina del Censo en 2000 los ingresos medios por hogar en la localidad eran de $40,580, y los ingresos medios por familia eran $45,270. Los hombres tenían unos ingresos medios de $32,981 frente a los $21,897 para las mujeres. La renta per cápita para la localidad era de $15,962. Alrededor del 8% de la población estaban por debajo del umbral de pobreza.